# Trấn Nguyên, Khánh Dương
Trấn Nguyên (chữ Hán phồn thể: 鎮原縣, chữ Hán giản thể: 镇原县, bính âm: Zhènyuán Xiàn, âm Hán Việt: Trấn Nguyên huyện) là một huyện thuộc địa cấp thị Khánh Dương, tỉnh Cam Túc, Cộng hòa Nhân dân Trung Hoa. Huyện Trấn Nguyên có diện tích 3500 ki-lô-mét vuông, dân số năm 2004 là 510.000 người. Mã số bưu chính của huyện này là 744500. Chính quyền huyện đóng ở trấn Thành Quan. Huyện này được chia ra 5 trấn và 19 hương.
- Trấn: Thành Quan, Đồn Tử, Mạnh Bá, Tam Xá và Bình Nguyên.
- Hương: Lâm Kính, Thự Quang, Thượng Tiếu, Bành Dương, Thái Bình, Vương Trại, Tân Tập, Phương Sơn, Ân Gia Thành, Mã Cừ, Miếu Cừ, Khai Biên, Vũ Câu, Quách Nguyên, Tưu Trì, Trung Nguyên, Tân Thành và Tiểu Hiện.

## Khí hậu
| Dữ liệu khí hậu của Trấn Nguyên, elevation 1.173 m (3.848 ft), (1991–2020 normals, extremes 1981–2010) | Dữ liệu khí hậu của Trấn Nguyên, elevation 1.173 m (3.848 ft), (1991–2020 normals, extremes 1981–2010) | Dữ liệu khí hậu của Trấn Nguyên, elevation 1.173 m (3.848 ft), (1991–2020 normals, extremes 1981–2010) | Dữ liệu khí hậu của Trấn Nguyên, elevation 1.173 m (3.848 ft), (1991–2020 normals, extremes 1981–2010) | Dữ liệu khí hậu của Trấn Nguyên, elevation 1.173 m (3.848 ft), (1991–2020 normals, extremes 1981–2010) | Dữ liệu khí hậu của Trấn Nguyên, elevation 1.173 m (3.848 ft), (1991–2020 normals, extremes 1981–2010) | Dữ liệu khí hậu của Trấn Nguyên, elevation 1.173 m (3.848 ft), (1991–2020 normals, extremes 1981–2010) | Dữ liệu khí hậu của Trấn Nguyên, elevation 1.173 m (3.848 ft), (1991–2020 normals, extremes 1981–2010) | Dữ liệu khí hậu của Trấn Nguyên, elevation 1.173 m (3.848 ft), (1991–2020 normals, extremes 1981–2010) | Dữ liệu khí hậu của Trấn Nguyên, elevation 1.173 m (3.848 ft), (1991–2020 normals, extremes 1981–2010) | Dữ liệu khí hậu của Trấn Nguyên, elevation 1.173 m (3.848 ft), (1991–2020 normals, extremes 1981–2010) | Dữ liệu khí hậu của Trấn Nguyên, elevation 1.173 m (3.848 ft), (1991–2020 normals, extremes 1981–2010) | Dữ liệu khí hậu của Trấn Nguyên, elevation 1.173 m (3.848 ft), (1991–2020 normals, extremes 1981–2010) | Dữ liệu khí hậu của Trấn Nguyên, elevation 1.173 m (3.848 ft), (1991–2020 normals, extremes 1981–2010) |
| Tháng                                                                                                  | 1 | 2 | 3 | 4 | 5 | 6 | 7 | 8 | 9 | 10 | 11 | 12 | Năm |
| --- | --- | --- | --- | --- | --- | --- | --- | --- | --- | --- | --- | --- | --- |
| Cao kỉ lục °C (°F)                                                                                     | 15.0 (59.0)                                                                                            | 22.9 (73.2)                                                                                            | 28.5 (83.3)                                                                                            | 33.4 (92.1)                                                                                            | 34.6 (94.3)                                                                                            | 37.4 (99.3)                                                                                            | 38.3 (100.9)                                                                                           | 35.5 (95.9)                                                                                            | 36.0 (96.8)                                                                                            | 29.0 (84.2)                                                                                            | 22.0 (71.6)                                                                                            | 18.0 (64.4)                                                                                            | 38.3 (100.9)                                                                                           |
| Trung bình ngày tối đa °C (°F)                                                                         | 3.0 (37.4)                                                                                             | 6.7 (44.1)                                                                                             | 12.9 (55.2)                                                                                            | 19.8 (67.6)                                                                                            | 24.1 (75.4)                                                                                            | 28.1 (82.6)                                                                                            | 29.3 (84.7)                                                                                            | 27.4 (81.3)                                                                                            | 22.2 (72.0)                                                                                            | 16.4 (61.5)                                                                                            | 10.5 (50.9)                                                                                            | 4.7 (40.5)                                                                                             | 17.1 (62.8)                                                                                            |
| Trung bình ngày °C (°F)                                                                                | −4.2 (24.4)                                                                                            | −0.2 (31.6)                                                                                            | 5.8 (42.4)                                                                                             | 12.4 (54.3)                                                                                            | 16.9 (62.4)                                                                                            | 21.2 (70.2)                                                                                            | 23.2 (73.8)                                                                                            | 21.6 (70.9)                                                                                            | 16.4 (61.5)                                                                                            | 10.0 (50.0)                                                                                            | 3.3 (37.9)                                                                                             | −2.5 (27.5)                                                                                            | 10.3 (50.6)                                                                                            |
| Tối thiểu trung bình ngày °C (°F)                                                                      | −9.0 (15.8)                                                                                            | −5.1 (22.8)                                                                                            | 0.3 (32.5)                                                                                             | 5.9 (42.6)                                                                                             | 10.4 (50.7)                                                                                            | 14.9 (58.8)                                                                                            | 18.0 (64.4)                                                                                            | 17.0 (62.6)                                                                                            | 12.2 (54.0)                                                                                            | 5.6 (42.1)                                                                                             | −1.4 (29.5)                                                                                            | −7.1 (19.2)                                                                                            | 5.1 (41.3)                                                                                             |
| Thấp kỉ lục °C (°F)                                                                                    | −19.7 (−3.5)                                                                                           | −18.5 (−1.3)                                                                                           | −12.4 (9.7)                                                                                            | −5.3 (22.5)                                                                                            | −1.2 (29.8)                                                                                            | 6.8 (44.2)                                                                                             | 10.4 (50.7)                                                                                            | 6.9 (44.4)                                                                                             | 1.8 (35.2)                                                                                             | −7.5 (18.5)                                                                                            | −15.1 (4.8)                                                                                            | −23.3 (−9.9)                                                                                           | −23.3 (−9.9)                                                                                           |
| Lượng Giáng thủy trung bình mm (inches)                                                                | 4.5 (0.18)                                                                                             | 6.6 (0.26)                                                                                             | 14.7 (0.58)                                                                                            | 28.8 (1.13)                                                                                            | 43.5 (1.71)                                                                                            | 60.0 (2.36)                                                                                            | 93.6 (3.69)                                                                                            | 96.6 (3.80)                                                                                            | 75.1 (2.96)                                                                                            | 40.1 (1.58)                                                                                            | 12.1 (0.48)                                                                                            | 2.2 (0.09)                                                                                             | 477.8 (18.82)                                                                                          |
| Số ngày giáng thủy trung bình (≥ 0.1 mm)                                                               | 3.4 | 4.4 | 6.0 | 6.5 | 8.0 | 9.6 | 11.4                                                                                                   | 11.1                                                                                                   | 11.6                                                                                                   | 8.5 | 4.6 | 2.1 | 87.2                                                                                                   |
| Số ngày tuyết rơi trung bình                                                                           | 5.8 | 5.6 | 3.7 | 0.7 | 0 | 0 | 0 | 0 | 0 | 0.5 | 3.0 | 4.0 | 23.3                                                                                                   |
| Độ ẩm tương đối trung bình (%)                                                                         | 56 | 57 | 55 | 52 | 56 | 60 | 68 | 73 | 77 | 75 | 67 | 59 | 63 |
| Số giờ nắng trung bình tháng                                                                           | 193.3                                                                                                  | 171.0                                                                                                  | 200.4                                                                                                  | 224.9                                                                                                  | 241.2                                                                                                  | 236.6                                                                                                  | 227.0                                                                                                  | 203.8                                                                                                  | 153.4                                                                                                  | 168.4                                                                                                  | 182.3                                                                                                  | 198.5                                                                                                  | 2.400,8                                                                                                |
| Phần trăm nắng có thể                                                                                  | 62 | 55 | 54 | 57 | 55 | 55 | 52 | 49 | 42 | 49 | 60 | 66 | 55 |
| Nguồn: China Meteorological Administration                                                             | | | | | | | | | | | | | |